# Скуоле Сант'Елена (Тревизо)
Скуоле Сант'Елена је насеље у Италији у округу Тревизо, региону Венето.
Према процени из 2011. у насељу је живело 58 становника. Насеље се налази на надморској висини од 4 м.